# Heinrich Schönberg (Gewerkschafter)
Heinrich Schönberg (* 16. März 1870 in Groß Salitz; † 20. Januar 1919 in Hamburg) war ein deutscher Gewerkschafter.

## Leben und Wirken
Der in Mecklenburg geborene Schönberg war das zweite Kind eines Tagelöhners. Seine Eltern waren nicht miteinander verheiratet. Er besuchte in seiner Heimat eine Volksschule und leistete 1890 sein Militärdienst ab. Anschließend arbeitete er als Schlachter in Hamburg, ab 1898 im städtischen Schlachthof. Anfang Januar wurde er Hamburger Bürger und erwarb wenig später das Hamburger Bürgerrecht.
1900 wurde Schönberg Mitglied der Hamburger Ortsgruppe des Verbandes der in Gemeinde- und Staatsbetrieben beschäftigten Arbeiter und Unterangestellten und übernahm ein Jahr später das Amt des Schriftführers. Von Anfang 1902 bis zum Lebensende war er erster Vorsitzender des Verbandes. Es gelang ihm, die Mitgliederzahl stabil zu halten, auch dank eines 1902/1903 eingerichteten Unterstützungsfonds, der eine Verbandszugehörigkeit attraktiver machte. Im April 1903 nahm er als Delegierter an der nationalen Generalversammlung des Verbands teil und erhielt einen Monat später einen Sitz im leitenden Ausschuss. Als gewählter Vorsitzende leitete er fortan auf einer bezahlten, von der Berliner Zentrale unabhängige Stelle das Hamburger Ortsbüro. Da viele der bis zum Streik von 1896/97 privilegierten Schauerleute arbeitslos geworden waren, gelang es Schönberg, viele staatlich angestellte Arbeiter, die im Verband der Hafenarbeiter organisiert waren, für seine Belange zu gewinnen. Schönberg, der 1909 das Amt des Schriftführers übernommen hatte, war bis 1912 im Ausschuss vertreten.
Schönberg, der als politisch gemäßigter Sozialdemokrat galt, setzte sich gegenüber dem Hamburger Senat für eine Alters-, Witwen- und Waisenversorgung ein. Er verhandelte hart und kompromisslos und konnte in Konflikten mit anderen Berufsgewerkschaften wie den Stein- und Holzarbeiten Erfolge erzielen. Ab 1903 gehörte er als Delegierter dem Hamburger Gewerkschaftskartells an. Auch hier versuchte er 1904, Einheitsgewerkschaften durchzusetzen und Angestellte von Staats- und Gemeindebetrieben in einer gemeinsamen Interessensvertretung zu vereinen, wofür er hart kritisiert wurde. Der Gewerkschafter setzte sich für eine neu zu gründende Internationale der Arbeiter des öffentlichen Dienstes ein, wozu er beispielsweise auf dem Verbandstag 1906 in Mainz sprach. In Beiträgen zum Hamburger Echo und der Zeitschrift Gewerkschaft beschrieb er mehrfach Missstände wie ein Leichenhandel im Allgemeinen Krankenhaus Eppendorf, für dessen Aufdeckung er 1906 freigesprochen wurde. Schönberg stand aufgrund von Auseinandersetzungen mit Kaidirektor Paul Winter wiederholt vor Gericht. Eine erste, fünfmonatige Haftstrafe musste Schönberg 1906 aufgrund einer erfolgreichen Revision nicht antreten. Nachdem er über Sanktionen gegen gewerkschaftlich organisierte Kaiarbeiter berichtet hatte, musste er 1912 eine viermonatige Haftstrafe im Gefängnis Fuhlsbüttel verbüßen.
Da er seit 1906 an einem Lungenleiden litt, prognostizierten Mediziner Schönberg einen Tod um 1911. Trotzdem besuchte er alle Verbandstage zwischen 1900 und 1914, die er aufgrund seiner rhetorischen Fähigkeiten dominierte. Er nahm an der 2. Internationalen Konferenz der Arbeiter öffentlicher Betriebe 1910 in Kopenhagen, während der er dazu aufrief, gesetzlichen Einschränkungen des Koalitions- und Streikrechts mit ungesetzlichen Maßnahmen zu begegnen. Als 1916 gewählter Beisitzer der Hamburger Kartellkommission nahm er eine betont nationale Haltung ein. Gegen Widerstände innerhalb der Gewerkschaften konnte er den Anschluss des Kartells an den Volksbund für Freiheit und Vaterland durchsetzen.
Während des Ersten Weltkriegs verschlechterte sich Schönbergs Gesundheitszustand. Nach der Novemberrevolution wurde er in den Hamburger Arbeiter- und Soldatenrat gewählt, verstarb jedoch wenig später.